# 16124 Тімдонг
16124 Тімдонг (16124 Timdong) — астероїд головного поясу, відкритий 7 грудня 1999 року.
Тіссеранів параметр щодо Юпітера — 3,514.